# Markowce (gromada)
Markowce – dawna gromada, czyli najmniejsza jednostka podziału terytorialnego Polskiej Rzeczypospolitej Ludowej w latach 1954–1972.
Gromady, z gromadzkimi radami narodowymi (GRN) jako organami władzy najniższego stopnia na wsi, funkcjonowały od reformy reorganizującej administrację wiejską przeprowadzonej jesienią 1954 do momentu ich zniesienia z dniem 1 stycznia 1973, tym samym wypierając organizację gminną w latach 1954–1972.
Gromadę Markowce z siedzibą GRN w Markowcach (obecnie w granicach Sanoka) utworzono – jako jedną z 8759 gromad na obszarze Polski – w powiecie sanockim w woj. rzeszowskim na mocy uchwały nr 33/54 WRN w Rzeszowie z dnia 5 października 1954. W skład jednostki weszły obszary dotychczasowych gromad Markowce, Dudyńce i Pobiedno ze zniesionej gminy Zarszyn oraz obszar dotychczasowej gromady Prusiek ze zniesionej gminy Sanok w tymże powiecie. Dla gromady ustalono 15 członków gromadzkiej rady narodowej.
31 grudnia 1961 do gromady Markowce włączono wieś Sanoczek ze zniesionej gromady Dąbrówka w tymże powiecie.
W 1971 roku gromada Markowce liczyła 2049 mieszkańców, zamieszkujących miejscowości: Dudyńce (178), Markowce (268), Pobiedno (538), Prusiek (586) i Sanoczek (479).
1 sierpnia 1972 do gromady Markowce włączono wsie Pisarowce i Jędruszkowce z gromady Nowosielce w tymże powiecie.
1 listopada 1972, w związku ze zniesieniem powiatu sanockiego, gromada weszła w skład nowo utworzonego powiatu bieszczadzkiego w tymże województwie. Gromada przetrwała do końca 1972 roku, czyli do kolejnej reformy gminnej.
Siedziba GRN mieściła się w budynku dworskim w Markowcach.